# Sărmășag
Sărmășag (węg. Sarmaság) – wieś w Rumunii, w okręgu Sălaj, w gminie Sărmășag. W 2011 roku liczyła 4362 mieszkańców.